# ارکیده درازگوش آلاله‌ای
ارکیده درازگوش آلاله‌ای (نام علمی: Diuris aequalis) نام یک گونه از سرده ارکیده‌های درازگوش است.